# Алфред Кер
Алфред Кер е германски писател, театрален критик и журналист.
Той е един от най-влиятелните критици от периода на натурализма до 1933 г. и публикува в множество немски ежедневници и списания като „Breslauer Zeitung“, „Der Tag“, „Neue Rundschau“, „Pan“ и „Berliner Tageblatt“. Известен е с точния си, неформален и ироничен стил.

## Биография
Роден е като Алфред Кемпнер в Бреслау в Прусия, Германска империя (днес Вроцлав в Полша) на 25 декември 1867 г. Баща му Емануел Кемпнер е 6-о поколение еврейски търговец на вино и държи популярни за времето си винарни във Вроцлав. Майка му Хелене Кемпнер се грижи за домакинството и децата с помощта на френски гувернантки.
Алфред Кер израства във Вроцлав. Посещава най-старата гимназия „Св. Елизабет“ в града, основана през 1293 г. Започва да следва „Германистика“, „Френски език“ и „Философия“ в университета във Вроцлав през 1886 г. Мести се в Берлин, където продължава образованието си през 1887 г. Удостоен е с научна степен от университета в Хале през 1894 г.
През 1909 г. променя официално фамилното си име от Кемпнер на Кер.
През 1917 г. се жени за Ингеборг Тормелен, която умира същата година от испански грип. През 1920 г. се жени за Юлия Вайсман, дъщеря на държавния секретар Робърт Вайсман и съпругата му Гертруд. Алфред Кер е с 30 години по-възрастен от съпругата си и нейните родители не одобряват брака. Раждат им се 2 деца – Майкъл (1921) и Джудит (1923).
През 1933 г. семейство Кер внезапно напуска Германия по съвет на познати, които предупреждават Алфред Кер, че е вероятно новото нацистко правителство да му конфискува паспорта заради еврейския му произход.
Живеят няколко месеца в курортното градче Кюснахт близо до Цюрих и после се местят в Париж, след като в Швейцария Кер не успява да намери работа, с която да издържа семейството – швейцарските вестници се стремят към неутралност и никой не иска да отпечатва критика срещу правителството на Хитлер.
Във Франция Кер се надява на по-добри възможности, тъй като говори свободно френски. Очакванията му не се сбъдват и семейството живее в крайна бедност.
Семейство Кер се мести отново – в Лондон през 1936 г., където се установява за постоянно. Финансовата им ситуация не се подобрява значително въпреки неуморните опити на Алфред Кер да намери издател за своите статии. Той приема британско гражданство през 1947 г.
През август 1933 г. нацисткото правителство на Хитлер лишава Алфред Кер от германско гражданство. Още през май 1933 г. неговите книги са публично изгорени от националсоциалистите като вредни за германския дух, заедно с творби на Хайнрих Хайне, Курт Тухолски, Ерих Кестнер, Зигмунд Фройд и други. През 1940 г. е обявена награда за залавянето му като особено опасен враг на германската държава.
В началото на октомври 1948 г. Алфред Кер е поканен на културна визита в Германия. Пътуването започва в Хамбург с посещение на постановка на „Ромео и Жулиета“ на 12 октомври 1948 г. Същата вечер в хотелската си стая той получава удар, който го оставя парализиран от едната страна на тялото. Състоянието му се влошава и с помощта на лекар и съпругата си той взима смъртоносна доза приспивателни.

## Творчество
По време на следването си Алфред Кер пише разкази за живота в Берлин за разни ежедневници и списания.
Постепенно съчиненията му започват да се специализират и той се концентрира върху рецензии и театрални критики, които публикува в реномирани вестници. Едновременно с това пише стихове.
От 1895 до 1900 г. е редактор на рубриката „Wo liegt Berlin?“ във вестник „Breslauer Zeitung“, където публикува фейлетони за живота в германската столица.
От 1911 г. е съиздател на културното и литературно списание „Пан“.
Известен е с уверения си стил и строгото назоваване на това, което вижда в пиесите и литературните произведения.

### Публикации приживе
- Godwi. Ein Kapitel deutscher Romantik., 1898
- Herr Sudermann, der D... Di... Dichter – Ein kritisches Vademecum, 1903
- Schauspielkunst., 1904
- Das neue Drama., 1905
- Die Harfe. 24 Gedichte., 1917
- Die Welt im Drama. 5 тома, 1917
- Die Welt im Licht. 2 тома, 1920
- Krämerspiegel. 12 стихотворения с музика от Рихард Щраус, 1921
- New York und London. Stätten des Geschicks., 1923
- O Spanien! Eine Reise., 1924
- Yankee-Land. Eine Reise., 1925
- Caprichos. Strophen des Nebenstroms., 1926
- Es sei wie es wolle, Es war doch so schön!, 1928
- Die Allgier trieb nach Algier... Ausflug nach Afrika., 1929
- Eine Insel heißt Korsika..., 1933 [1932]
- Die Diktatur des Hausknecht (фейлетони и лирика), 1934
- Walther Rathenau. Erinnerungen eines Freundes., 1935
- Melodien. Gedichte., 1938

### Посмъртни издания
- Trotz alledem, es hat gelohnt: Verse u. Lieder, 1967
- Ich kam nach England. Ein Tagebuch aus dem Nachlaß., 1979, ISBN 3-416-01423-5.
- Werke in Einzelbänden., 1989 – 1991;
  - Том I.1: Erlebtes. Deutsche Landschaften, Menschen und Städte.,1989, ISBN 3-10-049504-7.
  - Том I.2: Erlebtes. Reisen in die Welt., 1989, ISBN 3-10-049505-5.
  - Том II: Liebes Deutschland. Gedichte., 1991, ISBN 3-10-049506-3.
  - Том III: Essays. Theater • Film., 1991, ISBN 3-10-049507-1.
  - Том IV: Sucher und Selige, Moralisten und Büßer. Literarische Ermittlungen., 2009, ISBN 978-3-10-049508-2.
  - Том V/VI: Das war meine Zeit. Erstrittenes und Durchlebtes., 2013, ISBN 978-3-10-049509-9.
  - Том VII.1: „Ich sage, was zu sagen ist“. Theaterkritiken 1893 – 1919., 1998, ISBN 3-10-049510-1.
  - Том VII.2: „So liegt der Fall“. Theaterkritiken 1919 – 1933 und im Exil., 2001, ISBN 3-10-049511-X.
- Wo liegt Berlin. Briefe aus der Reichshauptstadt 1895 – 1900. (Статии от „Breslauer Zeitung“), 1997, ISBN 3-351-02830-X.
- Warum fließt der Rhein nicht durch Berlin? Briefe eines europäischen Flaneurs 1895 – 1900. (Статии от „Breslauer Zeitung“), 1999, ISBN 3-351-02874-1
- Der Taucher und das Weh der See. Bekanntschaften mit Menschen und Tieren., 2001, ISBN 3-596-15043-4.
- Der Dichter und die Meerschweinchen. Clemens Tecks letztes Experiment., 2004, ISBN 3-10-049514-4.